# Johannes Campanius

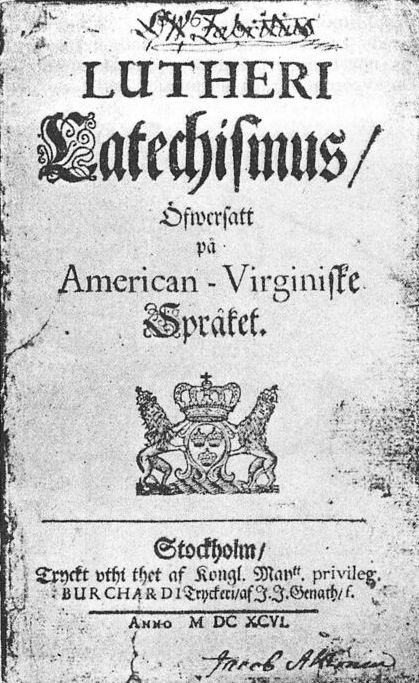
Titelbladet till Campanius översättning av Martin Luthers lilla katekes till indianspråk (1696).

Johannes Jonæ Campanius (Holmiensis), född  15 augusti 1601 i Stockholm, död 17 september 1683 i Frösthult, var en svensk präst.
Campanius var son till klockaren i Klara församling, och hans latinska namn betyder just detta. Han blev student vid Uppsala universitet 1627 och prästvigdes där 1633. Campanius var legationspredikant vid beskickningen till Ryssland 1634, lärare i Norrtälje skola 1635, därefter präst och lärare vid Stockholms barnhus. Campanius var garnisonspräst i Fort Nya Göteborg i kolonin Nya Sverige i Amerika 1642–48. Han återvände sedan till Sverige, och blev 1649 kyrkoherde i Frösthults församling och Härnevi församling. 
Campanius ersatte Reorus Torkillus i kolonin Nya Sverige, men verkade inte bara som präst bland kolonisterna utan var även verksam som missionär bland indianerna. Han utarbetade en ordbok över deras språk och översatte Luthers lilla katekes. Ordboken och katekesen utgavs 1696 av Campanius sonson, boktryckaren Thomas Campanius Holm, i samband med Jesper Swedbergs då återupptagna mission bland indianerna.